# ピサ空港
ピサ空港（ピサくうこう、伊: Aeroporto di Pisa）は、イタリア共和国中部、トスカーナ州ピサ県の県都ピサにある国際空港。ピサ出身の天文学者ガリレオ・ガリレイの名を冠したガリレオ・ガリレイ国際空港という愛称を持つ。

## 就航路線
- パリ (ドゴール)
- パリ (オルリー)
- アムステルダム
- リバプール
- ロンドン (ガトウィック)
- ロンドン (スタンステッド)
- エディンバラ
- コヴェントリー
- ニューカッスル
- ベルファスト
- マドリード
- バレンシア
- バルセロナ
- ニューヨーク (ケネディ)
- ミラノ (マルペンサ)
- アルゲーロ
- ローマ (フィウミチーノ)
- カターニア
- パレルモ
- マンチェスター
- リーズ
- ミュンヘン
- オスロ
- ヘルシンキ
- ケルン/ボン
- ハノーファー
- ベルリン (シェーネフェルト)
- シュトゥットガルト
- ハーン
- ドンカスター
- ナポリ
- ティラナ
- ブリストル
- アリカンテ
- ビルン
- ボーンマス
- ブレーメン
- ダブリン
- マルタ
- パルマ・デ・マリョルカ
- グラスゴー・プレストウィック
- ジローナ